# Рудяное
Рудяное — село в Канском районе Красноярского края. Административный центр Рудянского сельсовета.

## История
Основано в 1898 году на месте старожильческой Ношинской заимки - Рудяная. До 1925 года деревня входила в Устьянскую волость Канского уезда, Енисейской губернии. В 1926 года состояла 97 хозяйств, основное население — русские. Прежде была в составе Тагашинковского сельсовета Устьянского района Канского округа Сибирского края. Имелась начальная школа и лавка общества потребителей.

## Население
| 1926 | 2010 |
| ---- | ---- |
| 552  | ↗633 |